# Australopithecus deyiremeda
Australopithecus deyiremeda ist eine Art der ausgestorbenen Gattung Australopithecus aus der Familie der Menschenaffen. Fossilien, die Australopithecus deyiremeda zugeordnet wurden, stammen aus rund 3,5 bis 3,3 Millionen Jahre alten Fundschichten des paläontologischen Grabungsgebietes Woranso-Mille im westlichen Zentrum der Afar-Region in Äthiopien. Die Art wurde im Mai 2015 erstmals beschrieben und existierte zur gleichen Zeit und in der gleichen Region wie Australopithecus afarensis.

## Namensgebung
Die Bezeichnung der Gattung Australopithecus ist abgeleitet von lateinisch australis „südlich“ und altgriechisch πίθηκος píthēkos „Affe“. Das Epitheton deyiremeda ist zusammengesetzt aus den Wörtern deyi („nah“) und remeda („Verwandter“) der Afar-Sprache und bedeutet „naher Verwandter“. Australopithecus deyiremeda bedeutend folglich sinngemäß „nah verwandter, südlicher Affe“.

## Erstbeschreibung
Als Holotypus wurde in der Erstbeschreibung von Australopithecus deyiremeda das Fragment der linken Hälfte eines Oberkiefers – Sammlungsnummer: BRT-VP-3/1 – mit sechs erhaltenen Zähnen benannt (2. Schneidezahn bis 2. Molar), das am 4. März 2011 von M. Barao entdeckt worden war. Zusätzlich wurde als Paratypus ein gut erhaltener, in zwei Teile zerbrochener Unterkiefer (BRT-VP-3/14) ausgewählt. Diese Funde unterscheiden sich den Analysen ihres Entdeckers, Yohannes Haile-Selassie, zufolge durch die ausgeprägte Dicke des Zahnschmelzes und die besonders ausgeprägte Massivität der Kieferknochen von den zu Australopithecus afarensis gestellten Funden. Bei den der Erstbeschreibung zugrunde liegenden Fossilien handelt es sich um Oberflächenfunde, die aus dem Sandsteinboden herausgewittert waren.
Tim White kommentierte die Interpretation der Funde als neue Art zurückhaltend: Es könne sein, dass die Funde nur Belege für eine größere anatomische Variabilität von Australopithecus afarensis seien als bisher vermutet.
Die Abkürzung BRT steht für Burtele, die Fundstelle des Holotypus' hat die Koordinaten 11° 27' 43.9" Nord, 40° 31' 41.0" Ost. Verwahrort der Funde ist das Nationalmuseum von Äthiopien in Addis Abeba.

## Belege
1. ↑  Yohannes Haile-Selassie et al.: New species from Ethiopia further expands Middle Pliocene hominin diversity. In: Nature. Band 521, 2015, S. 483–488, doi:10.1038/nature14448
2. ↑  New human ancestor species from Ethiopia lived alongside Lucy's species. Auf: eurekalert.org vom 27. Mai 2015
3. ↑  New species of early human was Lucy's neighbour in Africa. Auf: newscientist.com vom 27. Mai 2015 (englisch)